# Piedratajada
Piedratajada (Piedratallada o Pietallada en aragonés) es un municipio español del partido judicial de Ejea de los Caballeros, provincia de Zaragoza. Pertenece a la comarca de las Cinco Villas, en la comunidad autónoma de Aragón.

## Historia
Este municipio aragonés data del a XI d. C.(año 1092) aproximadamente. Sus primeros vestigios orales nos cuentan que el segundo rey de Aragón, Sancho Ramírez, libró una batalla en las cercanías de Montaral, venciendo a los musulmanes e incorporando esta localidad al Reino de Aragón.  En la Edad Media y Edad Contemporánea vive las vicisitudes del resto de municipios de la zona. Alcanza en el siglo XIX su plena independencia municipal, ya que perteneció a la localidad de Murillo de Gállego. Durante gran parte del siglo XIX y la mayor parte del siglo XX incluía el término municipal de Marracos.

## Demografía
Piedratajada cuenta con una población de 97 habitantes (INE 2024).
| Gráfica de evolución demográfica de Piedratajada entre 1842 y 2021 |
| |
| Población de derecho según los censos de población del INE Población de hecho según los censos de población del INEEntre el censo de 1857 y el anterior, crece el término del municipio porque incorpora a 50902 (Marracos) Entre el censo de 2001 y el anterior, disminuye el término del municipio porque independiza a 50902 (Marracos) |

## Administración y política
| Período   | Alcalde                      | Partido |  |
| --------- | ---------------------------- | ------- |  |
| 1979-1983 | José Aso Pérez               | UCD     |  |
| 1983-1987 | José Aso Pérez               | PSOE    |  |
| 1987-1991 |                              | PSOE    |  |
| 1991-1995 |                              | PSOE    |  |
| 1995-1999 | José María de Sus Pérez      | PAR     |  |
| 1999-2003 | Ángel Arbués Garasa          | PAR     |  |
| 2003-2007 | Ángel Arbués Garasa          | PAR     |  |
| 2007-2011 | Ángel Arbués Garasa          | PAR     |  |
| 2011-2015 | José Antonio Mallada Fabana  | PSOE    |  |
| 2015-2019 | José Antonio de Sus Cegoñino | PSOE    |  |
| 2019-2023 | Carlos Barbacil Vela         | GP      |  |
| 2023-2027 | Paz Banzo                    | PSOE    |  |

| Partido político    | Partido político                                   | 1979   | 1983   | 1987   | 1991   | 1995   | 1999   | 2003   | 2007   | 2011   | 2015   | 2019   | 2023   |
| Partido político    | Partido político                                   | Ediles | Ediles | Ediles | Ediles | Ediles | Ediles | Ediles | Ediles | Ediles | Ediles | Ediles | Ediles |
|                     | Partido de los Socialistas de Aragón (PSOE-Aragón) | —      | 4      | 6      | 4      | 0      | 0      | 1      | 1      | 4      | 4      | 0      | 2      |
|                     | Ganar Piedratajada                                 | —      | —      | —      | —      | —      | —      | —      | —      | 1      | 1      | —      | —      |
|                     | Partido Popular de Aragón (PP)                     | —      | —      | —      | —      | 0      | 0      | 0      | 0      | 0      | 0      | 0      | 1      |
|                     | Partido Aragonés (PAR)                             | —      | 3      | 1      | 3      | 4      | 5      | 4      | 3      | 1      | —      | —      | —      |
|                     | Izquierda Unida (IU)                               | —      | —      | —      | —      | 1      | —      | 0      | 0      | 0      | —      | —      | —      |
|                     | Chunta Aragonesista (CHA)                          | —      | —      | —      | —      | —      | —      | —      | 1      | —      | —      | —      | —      |
|                     | Unión de Centro Democrático (UCD)                  | 7      | —      | —      | —      | —      | —      | —      | —      | —      | —      | —      | —      |
|                     | Ciudadanos (CS)                                    | —      | —      | —      | —      | —      | —      | —      | —      | —      | —      | —      | 1      |
| Total de concejales | Total de concejales                                | 7      | 7      | 7      | 7      | 5      | 5      | 5      | 5      | 5      | 5      | 2      | 3      |

## Cultura

### Patrimonio
El Municipio goza de una iglesia parroquial de San Sebastián, con partes de diferentes épocas, y obras de arte que pueden verse en el Museo Diocesano de Jaca (Huesca). Eclesiásticamente forma parte de la diócesis de Jaca. Además en su casco urbano quedan vestigios de grandes casas palaciegas, la iglesia parroquial de San Sebastián, Ayuntamiento y sus dependencias, Casa de Cultura, piscinas municipales, pista deportiva, varios parques y su cruz característica frente al Ayuntamiento, y representada en su bandera y escudo. En cuanto a servicios sanitarios, el Centro de Salud de Luna (Zaragoza)es su referencia.
En el municipio y su entorno se han hallado diferentes restos antiguos, como el yacimiento de San Melorge (se cree con ocupación del Neolítico a época romana) y otros vestigios romanos. Hay restos de explotaciones mineras de cobre antiguas.

### Fiestas
- 15 de mayo San Isidro
- 20 de enero San Sebastián (Fiestas menores)
- 31 de agosto San Ramon Nonato (Fiestas mayores)